# The Sims 2: Bezludna wyspa
The Sims 2: Bezludna wyspa (ang. The Sims 2: Castaway) – gra komputerowa bedąca spin-offem serii The Sims, wyprodukowana przez Maxis oraz Full Fat (wersja na Nintendo DS). Tytuł został wydany 25 października 2007 w Stanach Zjednoczonych przez Electronic Arts na platformach Wii, Nintendo DS i PlayStation 2 oraz na PlayStation Portable 2 lutego 2007 w Europie. Gra łączy symulator życia z grą survivalową. Gracz wciela się w postać rozbitka na bezludnej wyspie. Jego zadaniem jest przetrwanie w niekorzystnym środowisku, poznając jednocześnie sekrety wyspy.
Gra, tak jak inny spin-off serii – MySims, została stworzona z myślą o japońskim rynku gier, a oprawa wizualna utrzymywana jest w mangowym stylu. W przeciwieństwie do The Sims 2, na której bazuje, zawiera szereg uproszczeń, które czynią ją odmienną od klasycznych tytułów serii The Sims i skupiają się na innym typie problemów, łącząc symulator życia z survivalem.
Bezludna wyspa zebrała w większości średnie i mieszane oceny od krytyków, którzy chwalili ją za nietypowe połączenie gry The Sims z grą survivalową; krytykowano jednakże inne aspekty gry takie jak rozgrywka, którą uznano za nudną.

## Rozgrywka
Rozgrywka rozpoczyna się od stworzenia własnych simów. Bohaterowie w wyniku katastrofy statku, którym podróżowali, znajdują się na bezludnej wyspie. Zadaniem gracza jest przetrwanie i rozwiązanie szeregu problemów, z którymi wiąże się fakt znalezienia w niekorzystnym środowisku, jakim jest wyspa. W grze należy znaleźć sposób na zdobywanie pożywienia poprzez np. uprawę roślin, zbieranie owoców bądź rybołówstwo. Wiele akcji wymaga utworzenia odpowiednich narzędzi bądź sprzętów. Należy zapewnić simom schronienie i odzież. Po rozwiązaniu tych podstawowych problemów, gracza czeka dalsza eksploracja wyspy oraz wiele innych wyzwań, np. odnalezienie pozostałych uczestników rejsu. Głównym zadaniem jest stworzenie tratwy i wydostanie się z wyspy.

## Historia
Gra została zapowiedziana przez Electronic Arts na targach E3 11 lipca 2007. Niecały miesiąc przed premierą zorganizowano przedpremierowy pokaz gry dla prasy. Na kanale Electronic Arts w serwisie YouTube przed premierą oraz kilka dni po udostępniono zwiastun oraz wiele filmów zapowiadających i promujących tytuł. Gra została stworzona przez Maxis i wydana przez Electronic Arts na platformach Wii, Nintendo DS, PlayStation 2 i PlayStation Portable. Tytuł miał zróżnicowane daty premiery w zależności od platformy oraz regionu.

### Wydanie
Gra pojawiła się najwcześniej 22 października 2007 w Ameryce Północnej na wszystkie platformy oprócz Wii, gdzie premiera odbyła się dzień później – 23 października 2007.
23 października 2007 gra miała premierę również w Australii na platformie Nintendo DS. 25 października 2007 wyszła na PlayStation 2, 30 października na Wii a 1 listopada 2007 na PlayStation Portable.
W Europie tytuł pojawił się najpierw na platformach Wii, Nintendo DS i PlayStation 2, tj. 26 października 2007. Na PlayStation Portable gra została wydana 2 lutego 2007.
W Rosji tytuł pojawił się 12 lutego 2007 w wersji na Wii, Nintendo DS i PlayStation 2 oraz 19 lutego 2007 w wersji na PlayStation Portable.
W Korei gra miała swoją premierę 19 grudnia 2007 na Nintendo DS oraz w Japonii 24 stycznia 2008.
W styczniu 2008 gra otrzymała port dla platformy Java ME na telefony komórkowe. 7 maja 2009 gra otrzymała wersję na Windows Mobile, a 22 sierpnia 2009 na BlackBerry.

## Odbiór gry
Według agregatora Metacritic gra spotkała się z mieszanymi reakcjami recenzentów.
Redaktor serwisu Worth Playing przyznał tytułowi 7,5/10 twierdząc: „Początkowo sceptycznie nastawiony, przekonałem się do rozgrywki w The Sims 2: Castaway(...)”. Recenzent GameSpy wypowiedział się o grze: „Piękny przykład tego, jak wieloletnia seria Maxis może się odnowić i stać się atrakcyjna nawet dla posiadaczy konsol. Jest wiele do zrobienia, wiele do odkrycia, a nawet gdy wszystko zostanie zrobione, gracze mogą zdecydować się pozostać na wyspach i dalej majstrować.” przyznając jej 4/5 gwiazdek. Gra została doceniona za świeżość jaką wprowadziła do serii i umieszczenie w rozgrywce elementów survivalowych. Jako jej wady często podawano nudną i monotonną rozgrywkę oraz nieintuicyjny interfejs czy samouczki. Redaktor IGN-a ocenił grę na 5,9/10 pisząc: „Choć gra jest interesującą odmianą typowej gry z koncepcją rozbitka, utrudniające samouczki, dziwne rozmieszczenie menu i ciągły przymus mikrozarządzania utrudniają zabawę z tytułu.” Recenzent portalu Game Revolution przyznał natomiast grze bardzo słabą ocenę, uznając produkcję za kiepską: „Koncepcje i założenia, takie jak ta kapryśna opowieść o rozbitkach, są przynajmniej świeże; teraz EA musi uciec z „wyspy nudy” i znaleźć drogę do przyjemnej rozgrywki.”
W Japonii, gdzie rynek gier był głównym celem od początku produkcji, otrzymała również mieszane recenzje. Japońskie Famitsū przyznało wersji na Wii 28/40 punków.